# Issyk-Kul

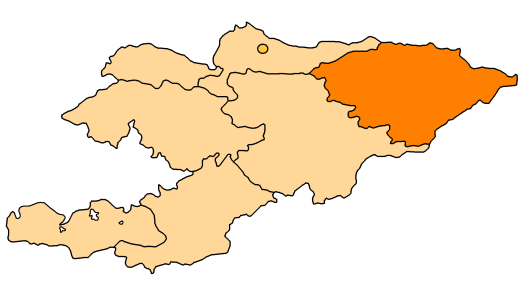
Localização da província de Issyk Kul no Quirguistão.

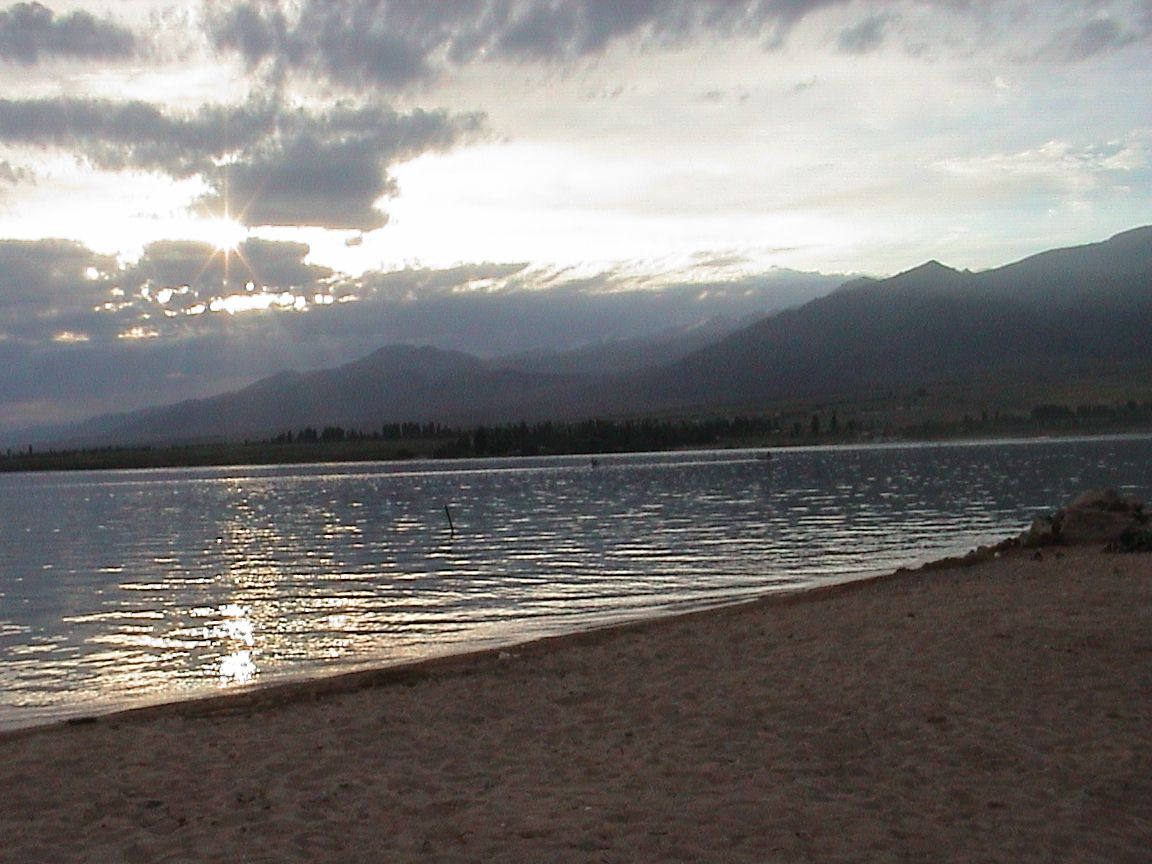
Lago Issyk Kul ao entardecer.

A província de Issyk Kul (Ысык-Көл областы, quirguiz) é uma das sete províncias do Quirguistão. Possui uma área de 43.100 km² e população de 450.700 habitantes (2005). Sua capital é Karakol.
O lago Issyk Kul está localizado na província.

## Distritos
A província é dividida em cinco distritos (raions):
| Distrito  | Capital     |
| --------- | ----------- |
| Ak-Suu    | Karakol     |
| Jeti-Oguz | Kyzyl-Suu   |
| Tong      | Bokonbaev   |
| Tup       | Tyup        |
| Issyk Kul | Cholpon-Ata |